# بنك آينده
بنك آينده هو بنك في الجمهورية الإسلامية الإيرانية . تأسس عام 2013. البنك عضو في الجمعية الإسلامية الإيرانية.

## التاريخ
تأسس بنك آينده في 7 أغسطس 2013 برقم التسجيل 442325 بعد اندماج مؤسستين ائتمانيتين وبنك. بدأ العمل بتاريخ 17 مارس 2015 بصفته بنك خاص تحت إشراف البنك المركزي للجمهورية الإسلامية الإيرانية برقم الترخيص 93/349144. 
أعلن البنك عن بيع إيران مول مقابل 3.5 مليار دولار في خطوة للتخلص من أصوله غير المصرفية، وذلك في ديسمبر 2020.

## الشركات التابعة
- سنجيش أوميد آينده، شركة استشارات الاستثمار والخدمات المالية [2]
- ارتباط فردة، شركة التجارة الإلكترونية [3]
- شركة وساطة بنك آينده

## البيانات المالية

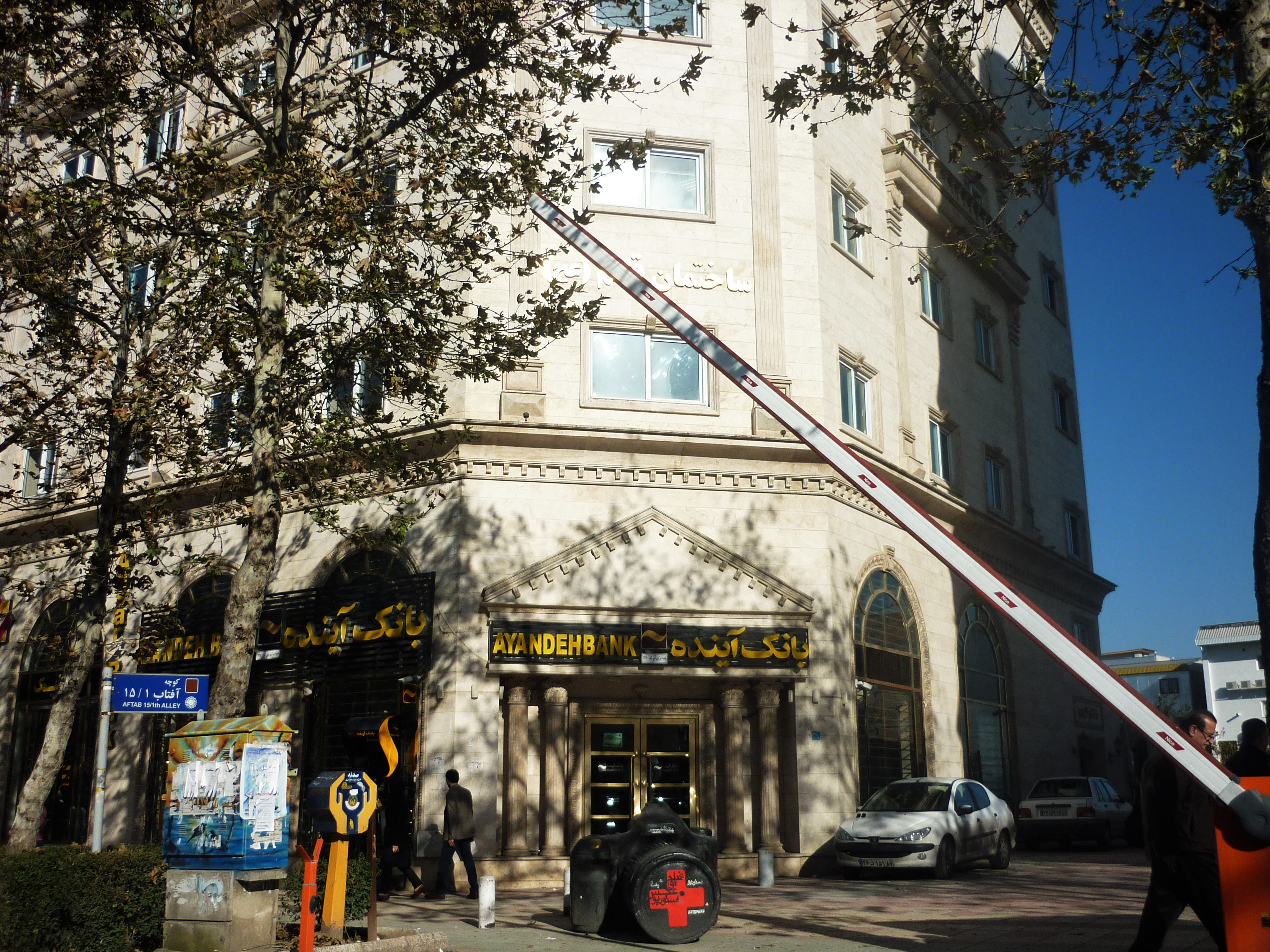
فرع بنك آينده في أمول

| السنة     | المبيعات | الرتبة |
| --------- | -------- | ------ |
| 2011-2012 | 4,630    | 125    |
| 2012-2013 | 11,561   | 86     |
| 2013-2014 | 41,617   | 37     |
| 2014-2015 | 73,839   | 24     |
| 2015-2016 | 111,297  | 1      |

## روابط خارجية
- الموقع الرسمي